# ایستگاه ویجر

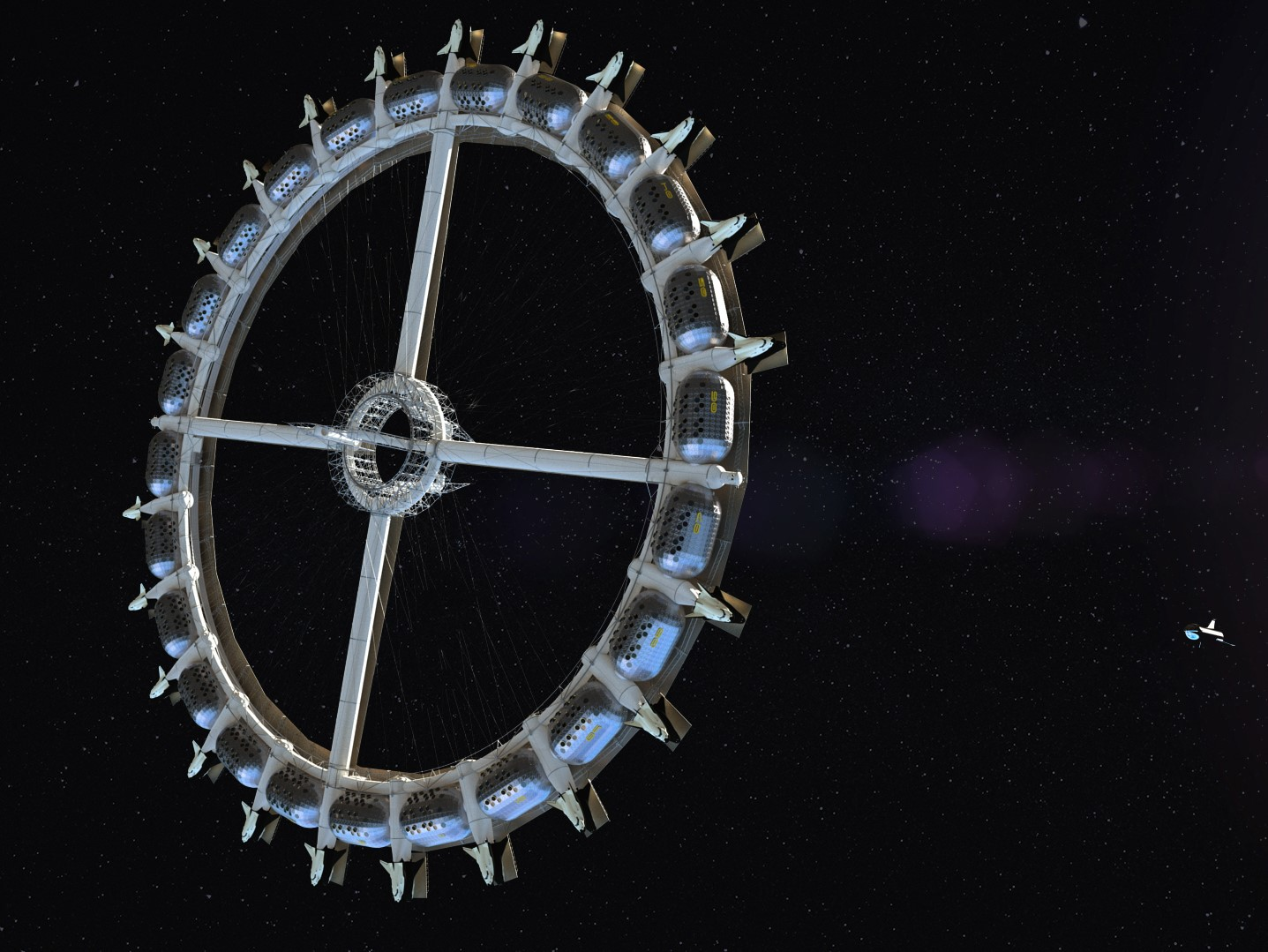
ایستگاه فضایی ویجر

ایستگاه فضایی ویجر یا ایستگاه ویجر یک ایستگاه فضایی چرخ دوار پیشنهادی است که ساخت آن در سال ۲۰۲۶ آغاز می‌شود. هدف این ایستگاه فضایی ایجاد اولین هتل فضایی تجاری است.